# 나가사키현립 쓰시마 고등학교

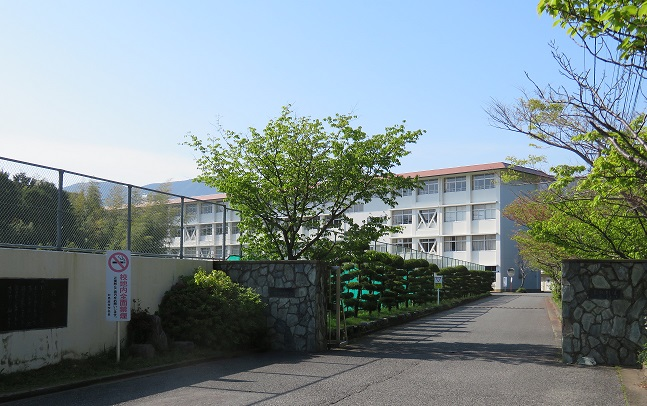
나가사키현립 쓰시마 고등학교 전경.

나가사키현립 쓰시마 고등학교(일본어: 長崎県立対馬高等学校)는 일본 나가사키현 쓰시마시 이즈하라정 히가시리에 위치하고 있는 공립 형태를 띈 고등학교이다.
이 학교는 1905년 3월 31일을 기하여 처음으로 개교하였으나 최초에는 여학생 단일 형태로 운영되다가, 1948년에는 남녀공학으로 전환되어 현재의 교명이 개칭되어, 오늘에 이르고 있다. 다만, 자매 학교는 2007년에 체결되었던 대한민국 부산광역시 금정구에 소재하고 있는 부산정보관광고등학교이지만, 이 학교에는 제2외국어를 한국어로 이미 지정된 상태이다. 그리고 이 학교는 매년 여름마다 해당 학생들을 한국의 부산광역시 또는 인근의 경상남도 쪽으로 홈스테이를 약 12명 정도 파견시키는 프로그램을 가지고 있다.
또한 이 학교의 졸업생 중 국제문화교류학과에 속한 학생들 대다수가 여객선이나 페리 같은 배편을 이용하여, 대한해협을 건너 대한민국의 부산광역시에 소재하고 있는 부산외국어대학교, 동아대학교 등으로 많이 진학을 가고 있으며, 심지어는 서울특별시에 소재하고 있는 유명 대학교로 진학을 가는 경우 등이 대부분을 차지하고 있으며, 이 학교에 설치된 학과는 보통과, 상업과, 국제문화교류학과 등이 있다.
그리고 이 학교는 1964년 4월 1일자로 이 학교에서 직속으로 관할하게 되어 있었던 도요사키 분교(豊崎分校)가 나가사키현립 가미쓰시마 고등학교로 분리되어 본교 관할로 종속된 분교가 분리 및 독립된 바 있었고 이보다 9년 뒤인 1973년 4월 1일에는 니이 분교(仁位分校)도 역시 나가사키현립 도요타마 고등학교로 분교한 바 있다.
아울러 소재지는 나가사키현 쓰시마시 이즈하라정 히가시리 120번지에 위치하고 있다.

## 출신 인물
- 소 다케유키
- 하라다 겐지
- 고지마 요시히로
- 후카미도리 나츠요

## 교통편
- 버스편 이용시 : 쓰시마 교통 소속 버스 노선을 이용하면 고등학교 앞 정류소에 하차 가능하다.
- 도로 이용시 : 국도 382호선을 이용해야 접근 가능.
- 배편 이용시 : 이즈하라항에서 아시베항과 고노우라항, 하카타항으로 이어주는 규슈 유센의 제트포일, 페리 같은 노선을 이용해야 하고, 또한 부산항여객터미널로 향하는 수많은 국제선 배편을 이용해도 가능하다.

단, 항공 교통은 노선상 많이 열악하기 때문에, 미국이나 유럽, 중동 등 해외로 나갈 경우 부산행 배편을 이용, 부산까지 이동한 후 부산에서 KTX를 이용하여 광명역까지 올라온 뒤 다시 6770번 버스를 이용한 다음 재차 인천국제공항까지 가야 하며, 중국 등 중화권이나 동남아시아, 몽골, 블라디보스토크 등지는 부산항을 통해 시내 교통을 이용, 김해국제공항까지 나가는 것이 가장 바람직하다.

## 주변에 있는 것들
- 쓰시마 진흥국
- 쓰시마미나미 경찰서
- 쓰시마시 소방본부
- 쓰시마시립 이즈하라 중학교
- 쓰시마시립 이즈하라 소학교
- 쓰시마 세무서
- 이즈하라 발전소

## 같이 보기
- 나가사키현립 가미쓰시마 고등학교
- 나가사키현립 도요타마 고등학교